# EX-107
La carretera EX-107 es de titularidad de la Junta de Extremadura. Su categoría es básica. Su denominación oficial es   EX-107 , de Badajoz a Portugal por Villanueva del Fresno.

## Historia de la carretera
Es la antigua   C-436  que fue renombrada en el cambio del catálogo de Carreteras de la Junta de Extremadura en el año 1997.

## Inicio
Su origen está en la intersección con la   BA-20 , antigua   N-V , en Badajoz. (38°52′14″N 6°58′42″O / 38.870631, -6.978297)

## Final
Su final está en la frontera con Portugal cerca de la localidad de Villanueva del Fresno. (38°22′51″N 7°15′27″O / 38.380742, -7.257548)

## Localidades por las que discurre
- Badajoz
- Olivenza
- Alconchel
- Villanueva del Fresno

## Evolución futura de la carretera
Dentro del próximo Plan de Infraestructuras de la Junta de Extremadura está prevista la conversión en autovía, cuya denominación será   EX-A6 , el tramo entre Badajoz y Olivenza.